# Krpáčovo
Krpáčovo je osada, chatová oblast, rekreační, turistické a lyžařské středisko v podhůří Nízkých Tater v katastru obcí Dolná a Horná Lehota. Nachází se v jižní části ochranného pásma Národního parku Nízké Tatry, 8 km severně od Podbrezové. Ve středisku se nachází stejnojmenná vodní nádrž, která v letní sezoně slouží jako přírodní koupaliště. Přímo ve středisku jsou bohaté možnosti ubytování různých kategorií.
Okolí nabízí rozsáhlé možnosti vysokohorské turistiky (východiště pro výstupy na nejvyšší hory pohoří - Ďumbier, Chopok, Dereše), cykloturistiky, houbaření a vycházek v nízkotatranské přírodě. V zimě jsou k dispozici značené běžecké tratě, dva zasněžované lyžařské vleky přímo ve středisku a pestrý výběr z nabídky lyžařských středisek v nedalekém okolí: Chopok-juh (Srdiečko-Kosodrevina), Tále, Bystrá, Mýto pod Ďumbierom, Čertovica. Krpáčovskou pozoruhodností je ponorný potok.
Zajímavosti v okolí:
- Vajskovská dolina
- Bystrianská jeskyně
- Jeskyně mrtvých netopýrů